# پیمان برلین (۱۸۷۸)
پیمان برلین مرحله نهایی کنگره برلین (۱۳ ژوئن – ۱۳ ژوئیه ۱۸۷۸) بود که بریتانیا، اتریش-مجارستان، جمهوری سوم فرانسه، امپراتوری آلمان، پادشاهی ایتالیا، امپراتوری روسیه و امپراتوری عثمانی (تحت رهبری سلطان عبدالحمید دوم) پیمان سن استفانو را در ۳ مارس همان سال به امضاء رسانده بودند. مهم‌ترین هدف این اجلاس این بود که دربارهٔ سرنوشت شاهزاده‌نشین بلغارستان - که در پیمان سن استفانو تأسیس شده بود - تصمیم بگیرد.
این پیمان منجر به رسمیت استقلال مناطق رومانی، مونته‌نگرو و صربستان و خودمختاری شاهزاده‌نشین بلغارستان گردید. در نتیجهٔ این پیمان، بلغارستان به سه بخش تقسیم شد و نقشه روسیه برای به وجود آوردن بلغارستان بزرگ ناکام ماند. بیش از همه، اتریش-مجارستان و بریتانیا از وجود چنین کشوری وحشت‌زده بودند. ولایت کوزوو نیز تحت سلطه عثمانی باقی ماند.
ضمنا براساس ماده ۱۶ پیمان برلین، مقرر گردید باب عالی شهر قطور و اراضی آن را با تأیید کمیسرهای انگلیس و روسیه که تعیین حدود عثمانی و ایران را بر عهده داشتند، به ایران پس دهد.